# آتالایا، اوکایالی
آتالایا (به اسپانیایی: Atalaya) یک شهرک در پرو است که در منطقه اوکایالی واقع شده‌است.